# 潮蟲亞目
潮蟲亞目（學名：Oniscidea）是等足目中的陸生類群。其英文名稱「woodlice」源自常棲息於朽木的習性，雖然潮蟲既非寄生蟲也不屬於昆蟲。
潮蟲由海洋等足類演化而來，推測在石炭紀登陸，但已知最古老化石來自白堊紀，這使牠們成為少數完全適應陸地環境的甲殼動物。
潮蟲有許多俗名，雖然常被稱為陸生等足類，但部分種類如海蟑螂屬仍半陸生或重新適應水生環境。球潮蟲科、卷甲蟲科等物種能蜷縮成球狀（團球行為）作為防禦機制；部分種類具備有限蜷縮能力，但多數完全無法團球。
潮蟲具有分節的背腹扁平基本形態，七對關節肢與特化的呼吸附肢。與其他囊蝦總目動物相同，雌性會將受精卵攜帶於育兒囊中，提供胚胎水分、氧氣和養分。幼體孵化時稱為缺節幼體，某些種類會繼續接受母體照顧，經多次蜕皮後成熟。缺節幼體初生時僅六體節，首次蜕皮後增加一節。

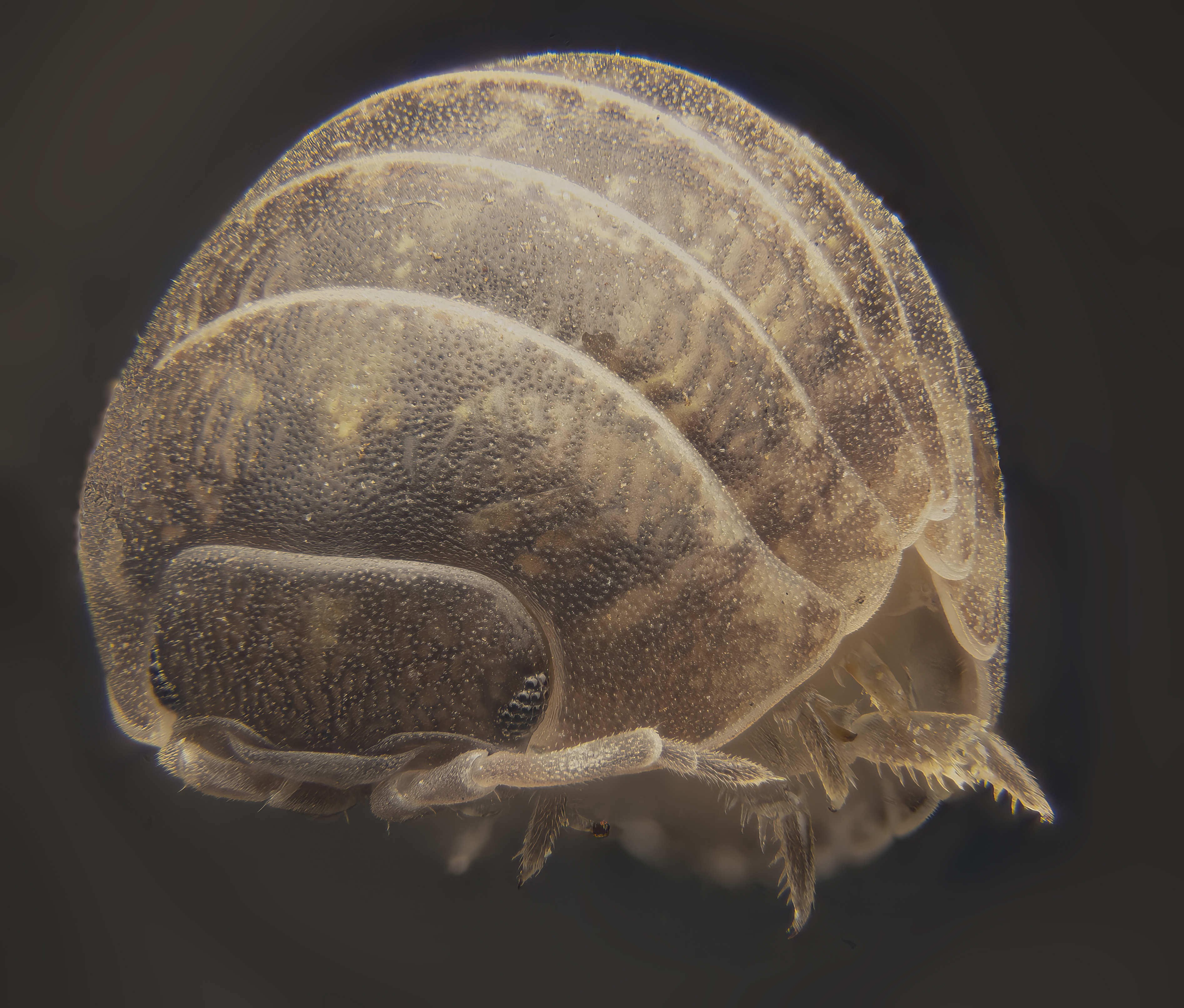
潮蟲完整形態

雖然潮蟲亞目的系統發生學尚未完全確定，但學界公認包含11個下目/演化支。2004年文獻記載有3,937個有效物種，2014年統計現存約5,000–7,000種。牠們已成功殖民從濱海帶、地下湖到海拔4,725公尺的乾燥沙漠等多種陸域生態系，展現出完整的陸地適應形態與行為譜系。
潮蟲在演化生物學、行為生態學和營養循環研究中具重要地位，也因多樣的體色、團球行為與易飼養特性成為生態缸熱門寵物。
最新研究顯示傳統定義的潮蟲亞目可能非單系群，如海蟑螂屬等類群與其他海洋等足類親緣更近，但多數潮蟲仍構成演化支。

## 俗名
潮蟲的英語俗名因地區而異，部分名稱描述其團球行為，其他則將其比擬為豬。群體稱為"quabble of woodlice"。
常見英語俗名與地區分布：
- armadillo bug（犰狳蟲）[9]
- boat-builder（造船工，加拿大紐芬蘭）[10]
- butcher boy/butchy boy（屠夫男孩，澳洲墨爾本）[11]
- carpenter/cafner（木匠，加拿大紐芬蘭與拉布拉多）[12]
- cheeselog（起司木，英國雷丁）[13]
- cheesy bobs（起司鮑伯，英國吉爾福德）[14]
- cheesy bug（起司蟲，英國肯特郡西北部）[15]
- chiggy pig（奇吉豬，英國德文郡）[16]
- chisel pig（鑿豬）[17]
- chucky pig（查基豬，英國德文郡/格洛斯特郡）[18]
- doodlebug（嘟嘟蟲，亦指蟻獅幼蟲）[19]
- fat pig（胖豬，愛爾蘭）
- gramersow（格拉默索，英國康瓦爾郡）[20]
- hog-louse（樹蝨）[21]
- millipedus（千足蟲）
- （樹豬）、（灰蟲）、granny grey（奶奶灰，威爾斯）[22]
- pill bug（藥丸蟲，通常僅指卷甲蟲屬）[23]
- potato bug（馬鈴薯蟲）[24]
- roll up bug（捲捲蟲）[25]
- roly-poly（羅利波利）[24]
- slater（石板蟲，蘇格蘭/阿爾斯特/紐西蘭/澳洲）[26][27]
- wood bug（木蟲，加拿大卑詩省）[28]

## 形態與生活史

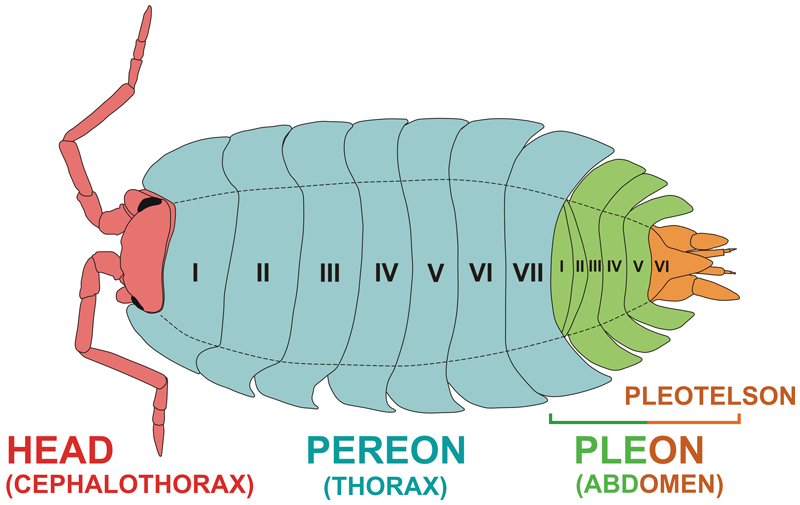
潮蟲基本形態結構

潮蟲具有甲殼質外骨骼，生長過程中需多次蜕皮。其蜕皮分兩階段：先脫落後半部，2-3天後再脫落前半部。這種蜕皮方式不同於多數節肢動物的單次蜕皮，理論上可使潮蟲在蜕皮期間保持部分活動能力。
雌性潮蟲會將受精卵攜帶於腹部的育兒囊中，該囊由重疊的甲片構成，覆蓋胸部腹面並連接至前五對步足基部。卵孵化為形似小型白色潮蟲的幼體（最初缺最後一對步足），母體看似「分娩」。少數種類也能進行無性生殖。
雖然同屬甲殼動物，潮蟲因高濃度尿酸而被描述具有類似「強烈尿味」的難聞口感，亦有觀點認為其風味近似甲殼類海鮮。

## 藥丸蟲與球馬陸
卷甲蟲科與球潮蟲科的潮蟲易與球馬陸目的球馬陸混淆。這兩類陸生節肢動物體型相近，棲息環境與食性相似，且均以團球行為作為防禦機制，形成趨同演化的典型案例。
可從多方面區分：球馬陸具19（雄）或17（雌）對足，潮蟲僅7對；潮蟲胸部具7體節與5腹節及尾節，球馬陸無明顯胸腹分界且共12體節；潮蟲尾肢極小，翻轉後可見其覆蓋於尾節上。某些潮蟲如斑點卷甲蟲可能對球馬陸如邊緣球馬陸展現貝氏擬態。

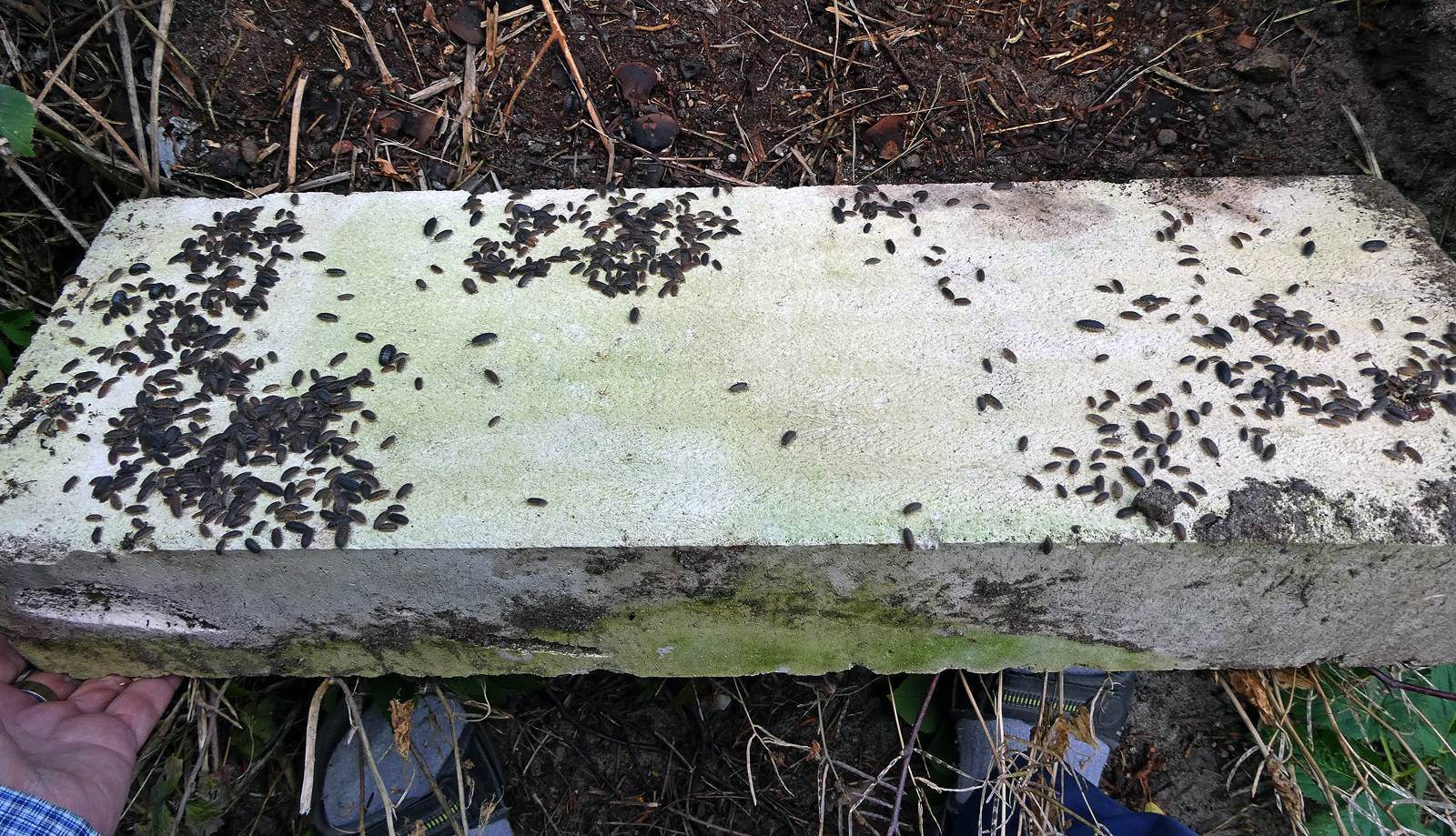
混凝土塊下的潮蟲群

## 生態
多數潮蟲亞目物種棲息於陸地環境，透過類似氣管的尾肢肺呼吸。由於易通過排泄與體表失水，潮蟲通常出現於潮濕陰暗處如岩石與朽木下，但沙漠潮蟲例外，牠們棲息於"甲殼動物征服的最乾燥環境"。牠們多為夜行性食碎屑動物，主要以腐植質為食。
少數潮蟲重返水生環境。演化上原始的海蟑螂科（如海蟑螂）為兩棲性；澳洲的Haloniscus屬（Scyphacidae科）與北半球的某些Trichoniscidae科物種也具水生適應。被認定完全水生的種類包括墨西哥的Typhlotricholigoides aquaticus與西班牙的Cantabroniscus primitivus。

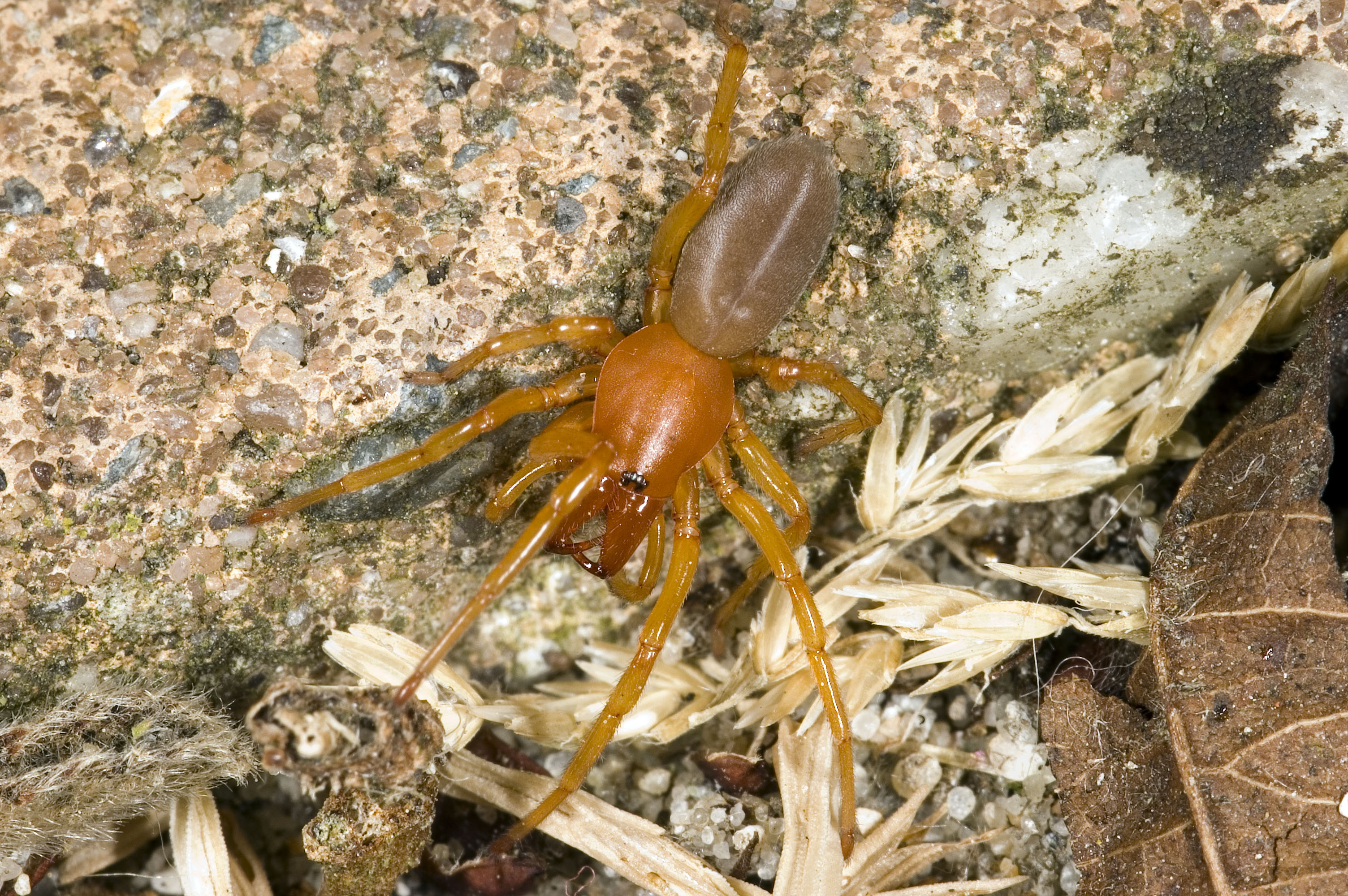
潮蟲是蜘蛛紅螯蛛的主要獵物

潮蟲是多種食蟲動物的獵物，包括紅螯蛛屬蜘蛛如專食潮蟲的'[紅螯蛛]]，以及陸生渦蟲如Luteostriata abundans。
潮蟲對農藥敏感，但能耐受某些重金屬並將其累積於肝胰腺，因此可作為重金屬污染的生物指標。

## 演化歷史
最古老的潮蟲化石發現於約1億年前的白堊紀中期琥珀，包括法國夏朗德琥珀的現生屬海蟑螂屬、緬甸緬甸琥珀的合眼類物種Myanmariscus（可能屬於Styloniscidae科）、西班牙琥珀中的海蟑螂科物種Eoligiiscus tarraconensis、Trichoniscidae科的Autrigoniscus resinicola，以及可能屬於Detonidae科的Heraclitus helenae，還有法國夏朗德琥珀中的未定種。潮蟲在白堊紀中期的廣泛分布與多樣化，暗示其起源應早於盤古大陸分裂，很可能在石炭紀。

## 作為害蟲
雖然潮蟲類似蚯蚓，在花園中能控制某些害蟲、製造堆肥和翻土而被認為有益，但某些種類如卷甲蟲屬會取食栽培植物，如成熟的草莓與幼苗。
潮蟲也可能群體入侵住宅尋找濕氣，其存在往往暗示潮濕問題。由於不傳播疾病且不破壞完好木材或結構，通常不被視為嚴重家居害蟲。可透過吸塵器、化學噴霧、驅蟲劑等方式清除，或改善潮濕環境。

## 作為寵物
潮蟲已成為兒童熱門寵物，也是無脊椎動物愛好者的飼養對象。鼠婦科與卷甲蟲科物種最為常見，因牠們是歐洲與北美洲最普遍的陸生等足類。
部分種類純作寵物飼養，有些則用於生態缸，因其能分解有機碎屑。

### 飼養品系與種類
人工繁殖過程中，飼育者可能發現新突變，或透過選擇性育種培育特定顏色/斑紋表現，這些具獨特外觀的族群稱為'品系'。品系通常由發現/創造者命名，物種標準外觀則稱'野生型'。
某些品系特徵屬多基因性狀，如「橙色活力」（普通卷甲蟲）與「粉紅橡皮鴨」（Cubaris sp. "Rubber Ducky"），透過選育最符合目標外觀的個體獲得。這些基因表現差異大，因非特定基因突變所致。
其他品系則源自顯性或隱性突變，如'T+/T− 白化'與'白化型'。例如T+白化潮蟲因無法產生黑色素而缺乏黑色，但仍能合成棕、紫色素；T−白化型被認為同時缺乏黑色素與酪氨酸酶，僅表現淺黃、橙與白色。
由於未鑑定/未描述物種快速引入飼養圈，常導致混淆。這使Cubaris屬被視為廢棄物分類單元，許多物種被錯誤標記為"Cubaris sp."，即使不符合該屬正式描述。

## 分類
學界普遍認同潮蟲亞目包含五大主要演化支，但其系統發生關係尚未釐清。兩種主要分類方案差異在於哪個類群被視為潮蟲亞目的姐妹群：一種將海蟑螂科置於雙瓣下目，其餘科分屬全育下目的四個演化支；另一種將球潮蟲科置於球潮蟲下目，其餘科分屬海蟑螂下目的三個演化支。

## 延伸閱讀
- Helmut Schmalfuss.  (PDF). Stuttgarter Beiträge zur Naturkunde, Serie A. 2003, 654: 341 pp  [July 30, 2018]. （原始内容 (PDF)存档于February 24, 2009）.（收錄截至2004年底所有已發表有效物種）

- Helmut Schmalfuss; Karin Wolf-Schwenninger.  (PDF). Stuttgarter Beiträge zur Naturkunde, Serie A. 2002, 639: 120 pp  [July 30, 2018]. （原始内容 (PDF)存档于September 25, 2015）.（收錄2004年前大多數歐洲語言發表的潮蟲生物學文獻）

- Christian Schmidt & Andreas Leistikow.  (PDF). Steenstrupia. 2004, 28 (1): 1–118  [2025-03-28]. （原始内容存档 (PDF)于2020-04-13）.（收錄截至2001年底所有已發表屬）

## 外部連結
维基共享资源上的相關多媒體資源：潮蟲亞目
 維基物種上的相關：潮蟲亞目